# Thomas Kevin Drummond
Thomas Kevin Drummond ou, dans sa forme abrégée, Kevin Drummond est un administrateur, agriculteur, courtier en valeurs mobilières et homme politique québécois né à Montréal le 5 juin 1930 et mort le 11 décembre 2021.

## Biographie
Député de Westmount de 1970 à 1976, il agit dans le cabinet de Robert Bourassa comme ministre des Terres et Forêts de 1970 à 1975, puis comme ministre de l'Agriculture de 1975 à 1976.
En tant que ministre de l'Agriculture, il participe à l'élaboration d'une politique de protection des terres agricoles.

## Distinctions
- Commandeur d'office de l'Ordre national du mérite agricole (1975)